# Gymnosoma acrosterni
Gymnosoma acrosterni là một loài ruồi trong họ Tachinidae.